# Dolmen de Las Colombinos
Le dolmen de Las Colombinos, appelé aussi dolmen de Taupels, est un dolmen situé à Trilla, dans le département français des Pyrénées-Orientales.

## Description
Le dolmen a été édifié sur une petite éminence naturelle. Dans son état actuel, le dolmen est réduit à sa plus simple expression : deux dalles support sur lesquelles repose une dalle de couverture. La dalle de couverture mesure 1,77 m de long sur 1,40 m dans sa plus grande largeur et 0,50 m d'épaisseur au maximum. Les deux orthostates latéraux mesurent respectivement, côté est (2 m de long, 1 m de haut et 0,25 à 0,40 m d'épaisseur), côté ouest (2,30 m de long, 1,10 m de haut et 0,30 à 0,60 m d'épaisseur). La dalle de chevet a disparu, la petite murette qui la remplace correspond à un aménagement moderne, le monument ayant été réutilisé comme abri. La chambre ouvre au sud-sud-est. Le tumulus est vaguement circulaire.
La chambre n'a livré que quelques tessons de poterie.